# Irã nos Jogos Olímpicos de Verão de 2016

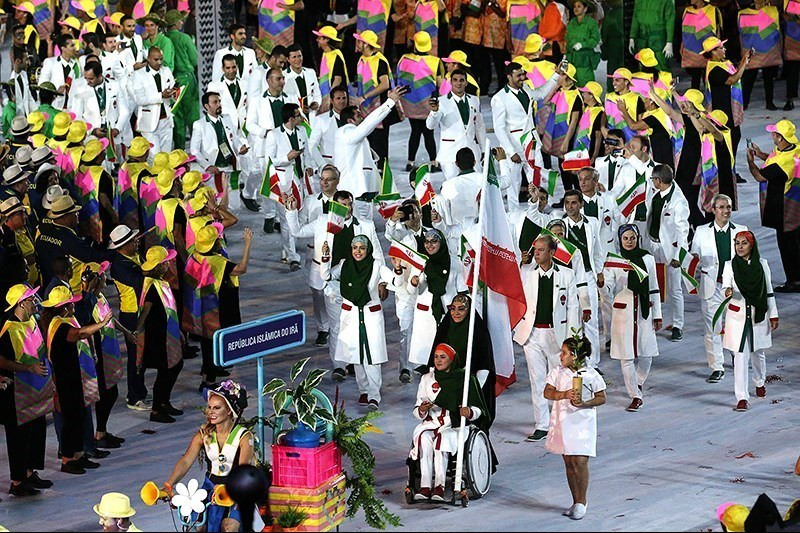
Comissão iraniana nos jogos olímpicos de verão de 2016

Irã participou dos Jogos Olímpicosi de Verão de 2016, que foram realizados na cidade do Rio de Janeiro, no Brasil, entre os dias 5 e 21 de agosto de 2016.